# Saint-Maigner
Saint-Maigner település Franciaországban, Puy-de-Dôme megyében. Lakosainak száma 171 fő (2022. január 1.). Saint-Maigner Bussières, La Cellette, Espinasse, Pionsat, Saint-Hilaire, Saint-Julien-la-Geneste és Gouttières községekkel határos.

## Népesség
A település népessége az elmúlt években az alábbi módon változott:
| Lakosok száma | 197  | 195  | 198  | 190  | 190  | 189  | 189  | 180  | 171  |
|               | 2013 | 2015 | 2016 | 2017 | 2018 | 2019 | 2020 | 2021 | 2022 |